# 日吉神社 (高島市勝野)
日吉神社（ひよしじんじゃ）は、滋賀県高島市勝野にある神社である。旧社格は郷社。

## 祭神
- 大山咋神

## 神紋
左三ッ巴

## 歴史
嘉祥2年（1107年）創建の長宝寺の鎮守社として山王権現を祀ったことに始まる。後に長宝寺は廃絶、当神社は土豪高島氏の崇敬を受けて存続したが、高島氏が明智光秀らの軍により滅ぼされると荒廃した。江戸時代に入り、大溝藩主分部氏の保護を受け、社頭が整備された。
明治2年（1869年）現在の社号に改められ、同9年に村社列格、大正6年（1917年）に郷社に昇格し、同8年には神饌幣帛料供進社の指定を受けた。

## 祭事
- 例祭（5月4日）

「大溝まつり」と称され、滋賀県湖西地域唯一の曳山祭である。

## 境内社
| - 内宮神社 - 外宮神社 - 春日神社 - 八幡神社 - 熊野神社 - 山神神社 | - 猿田彦神社 - 大国神社 - 稲荷神社 - 天満神社 - 愛宕神社 - 秋葉神社 |

## 周辺
- 高島市民病院
- JR近江高島駅
- 高島市立高島中学校
- 高島市立高島小学校